# Xylosma
Xylosma es un género de entre 85-100 especies de arbustos y árboles siempreverdes en la familia de las Salicaceae.
Es predominantemente nativo de los trópicos, del Caribe, Centroamérica, norte de Sudamérica, islas del Pacífico, sur de Asia y norte de Australasia, pero hay dos especies, X. congestum y X. japonicum, del este templado cálido de Asia (China, Corea, Japón).
Las hojas son alternas, simples, enteras o finamente aserradas, de 2-10 cm de largo. Flores pequeñas, amarillentas, producidas en racimos de 1-3 cm de largo, con fuerte perfume. Fruto drupa pequeña de 5-10 mm de diámetro.

## Especies
- Xylosma bahamensis (Britt.) Standl.
- Xylosma bolivianum Sleumer
- Xylosma boulindae
- Xylosma buxifolium Gray - hueso de costa, hueso espinoso.[1]
- Xylosma capillipes
- Xylosma congestum (Lour.) Merrill
- Xylosma crenatum St. John
- Xylosma fawcettii
- Xylosma flexuosum (HBK) Hemsl.
- Xylosma glaberrimum
- Xylosma grossecrenatum
- Xylosma hawaiiense Seem.
- Xylosma heterophyllum (H.Karst.) Gilg.
- Xylosma inaequinervium
- Xylosma japonicum (Thunb.) A.Gr.
- Xylosma kaalense
- Xylosma latifolium
- Xylosma molestum
- Xylosma obovatum
- Xylosma pachyphyllum Urban (Corona de espinas)
- Xylosma palawanense
- Xylosma peltatum
- Xylosma pininsulare
- Xylosma proctorii
- Xylosma pseudosalzmannii
- Xylosma ruizianum
- Xylosma schaefferioides Gray (White Logwood)
- Xylosma schwaneckeana Urban (Schwaneck's Logwood)
- Xylosma serpentinum
- Xylosma spiculiferum (Tul.) Tr. y Pl.
- Xylosma tweedianum (Clus.) Eichler
- Xylosma tuberculatum

## Cultivo y usos
El uso principal es como seto vivo en jardines en clima de desierto y de chaparral. La sp. más común para ese fin es Xylosma congestum. 15 especies del género se utilizan como plantas medicinales, y 11 especies son hiperacumuladoras de níquel.